# П'ятничанський замок
П'ятнича́нський за́мок-пала́ц (інші назви — П'ятничани, Палац Ґрохольських) — колишній маєток Ґрохольських. Розташований у колишньому селі П'ятничани — тепер частині міста Вінниця, на вулиці Діонісія Міклера, 32.

## Географія
Замок розташований на правому березі річки П'ятничанки, яка впадає у Південний Буг.

## Історія

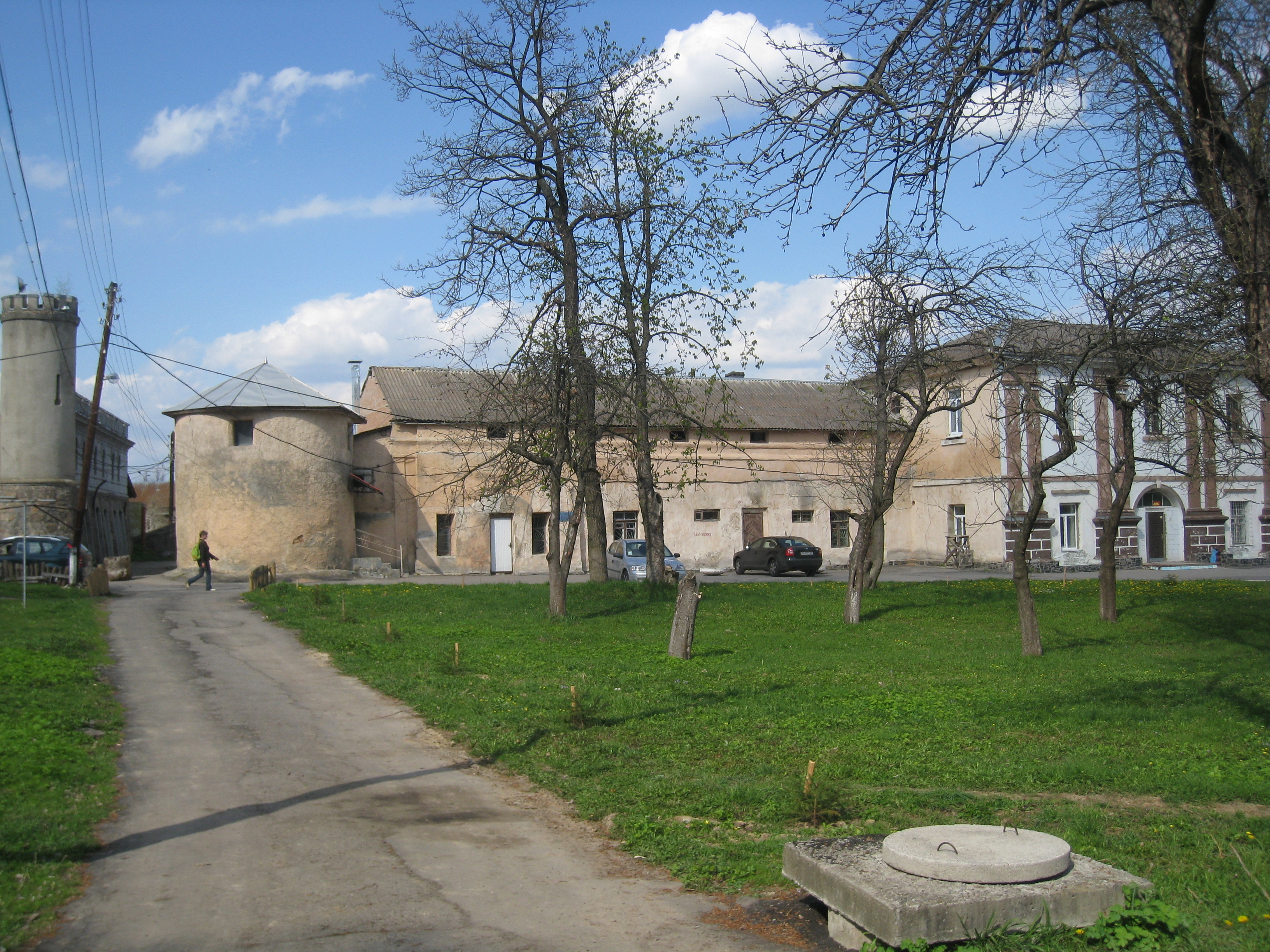
Замкові будівлі

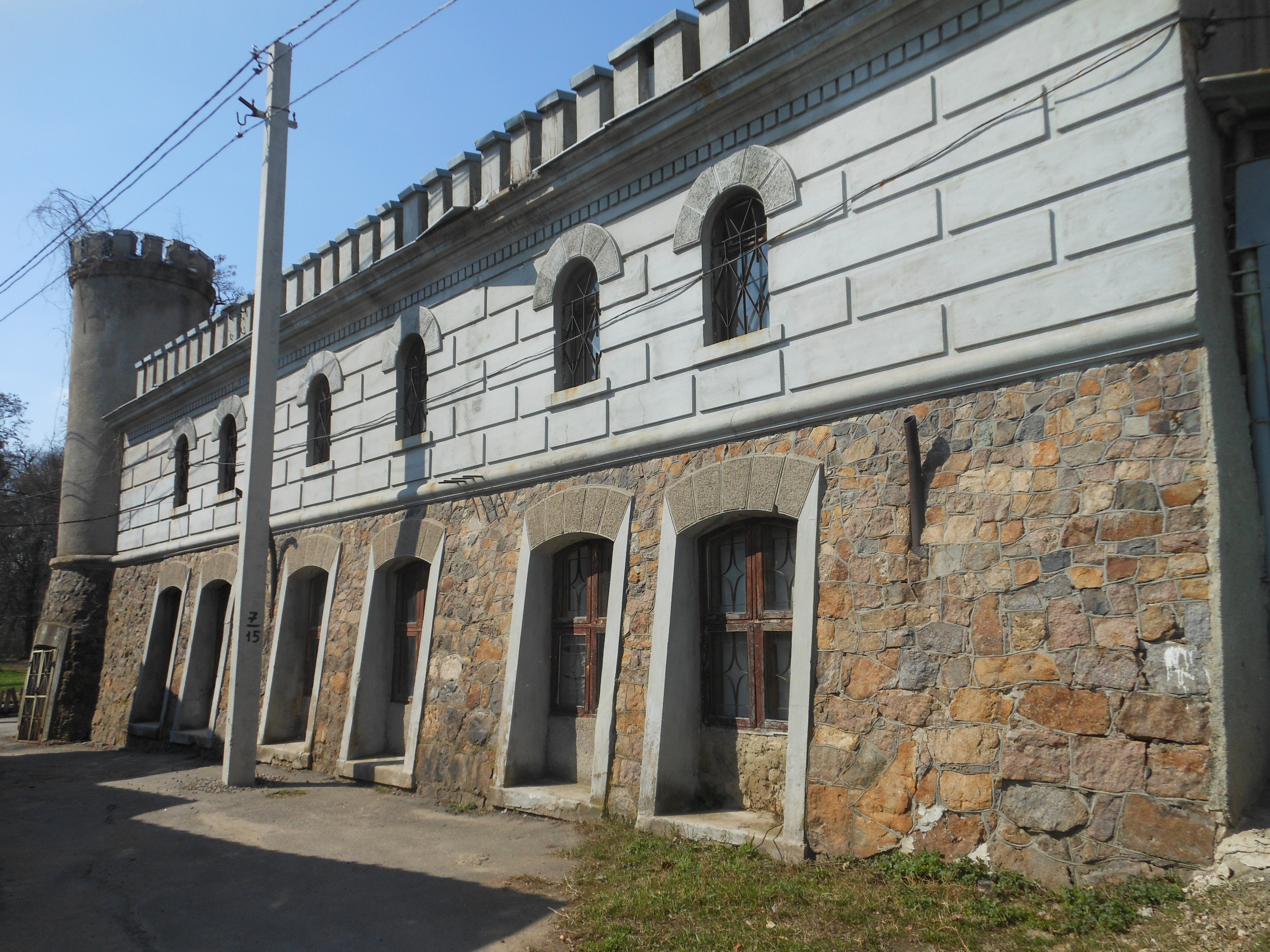

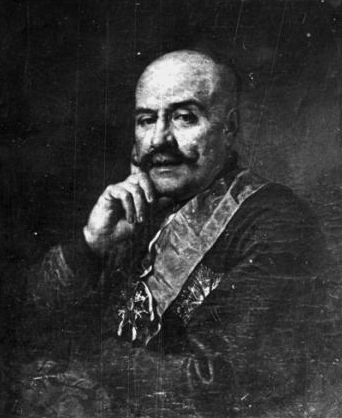
Марцін Ґрохольський

Замок-палац у П'ятничанах був закладений суддею земським брацлавським Міхалом Ґрохольським (? —1765) разом з старшим сином — брацлавським воєводою Марціном (1727–1807). Будівля збудована як оборонний замок-палац. На деякій відстані від самого замку були розміщені башти, від яких ішов рів та вал. До замку вели ворота з двома будинками. На рові та валах стояла ще одна циліндрична башта.
Марцін був одружений з Цецилією Мишкою-Холоневською. Після Марціна в палаці мешкав його син Міхал Ґрохольський (1765—1833, староста звенигородський). Його дружина Марія Сліжньовна сприяла перебудові замку ззовні, наказала змінити декорації стін всередині. Будинок був підвищений та були добудовані 2 бічні павільйони. Також у цей час були збудовані нові стайні, возовня, голуб'ятник та інші господарські будівлі. Їхній син Генрик Кипріян закінчив перебудову та оздоблення салонів. Останнім власником маєтку був його внук — Здзіслав Ґрохольський (1881—1968).
Незважаючи на перебудови, головний корпус носив на собі сліди замку і до кінця називався «П'ятничанський замок». Був він квадратний за формою. В замку були зали: мисливська, чорна, арабська, турецька, гербова, столова, помпейська, в замку містилась також каплиця. Крім того, була велика бібліотека на 10 000 томів французькою, польською і англійською мовами та багато родинних портретів відомих майстрів, а також інших картин різних майстрів. 
Замкові покої прикрашав картинами художник Жевицький, але його талант не оцінили господарі. Тому наступний власник Генрик Грохольський вирішив особисто вигадувати орнаменти й малюнки, спираючись на мотиви, взяті з альбомів фресок.
Була в замку колекція зброї та лицарських лаштунків.
На території замку містилась стайня для расових коней. В стайні було 36 коней арабської породи, рід яких ішов від арабських коней Вацлава Жевуського. Біля стайні стояла кругла башта. Возовня містила колекцію старих карет.
До замку вела липова алея, посаджена на честь візиту 17 листопада 1781 року короля Речі Посполитої Станіслава Августа Понятовського. Алея проіснувала до 40-х років XX ст.
Парк займав 8 га. Старосвітський парк був перероблений Діонісієм Міклером близько 1830 року. В парку існувала оранжерея. На відстані півтора кілометра від замку розташовувався Чорний ліс, в якому містився звіринець. В звіринцю було 150 оленів. В замковій псарні тримали хортів та гончих псів (огири).
Перед замком існували 2 газони. Сам замок-палац мав каналізаційну систему, містив кілька лазень. Вода надходила з криниці завглибшки 84 м, з яких 40 були прорубані в скелі.
17 січня 1918 року палац був спалений. У часи гетьмана Скоропадського Здзіслав, граф Ґрохольський, повернувся до П'ятничан, приблизно тоді ж він покрив мури дахом.

## Сучасність
Сьогодні на території маєтку розташований Вінницький обласний клінічний високоспеціалізований ендокринологічний центр, а в самому будинку — адміністрація центру.
На основі фортеці був раніше денний стаціонар ендокринологічного диспансеру, тепер тут кафе «Княжий град».

## Парк при садибі

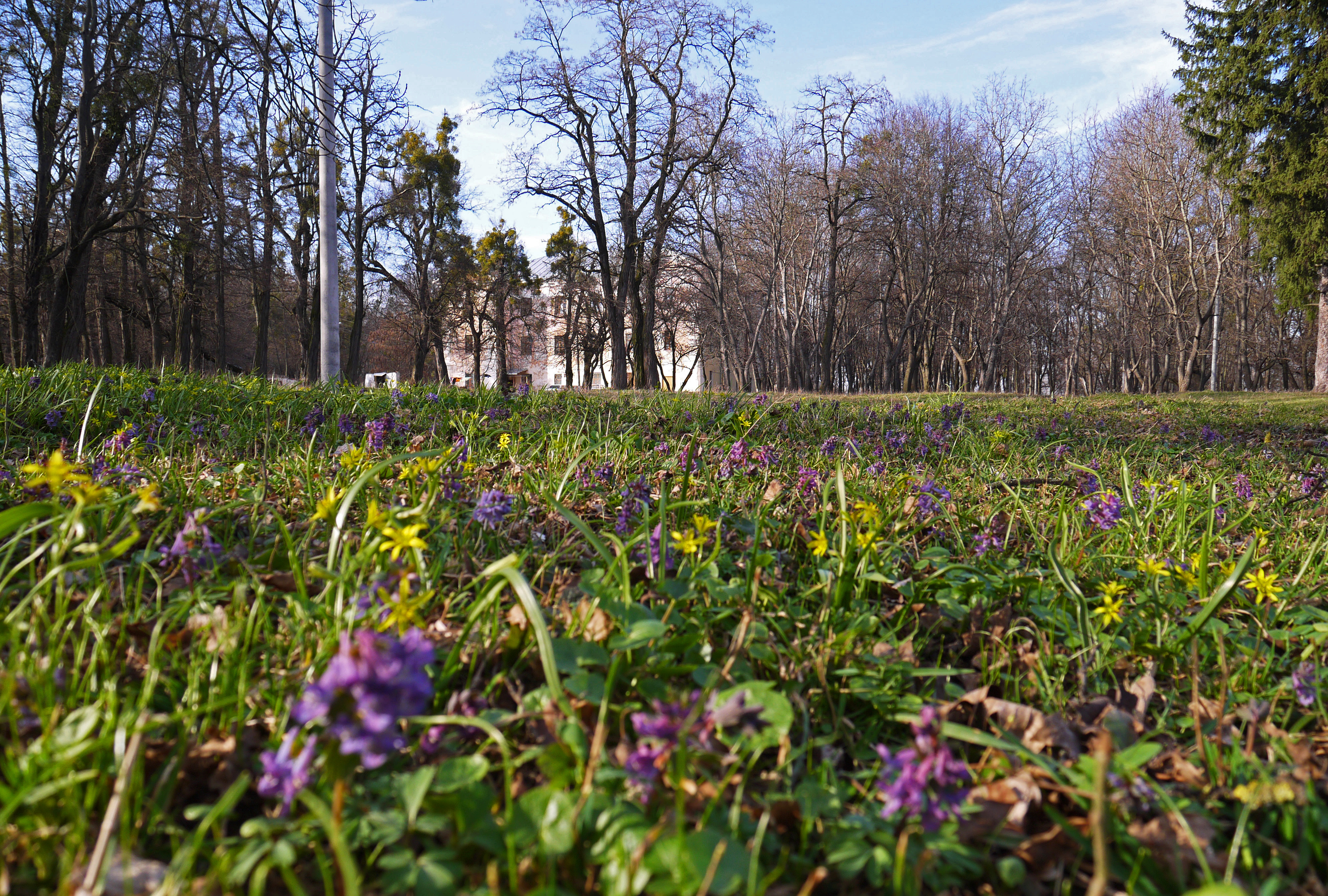
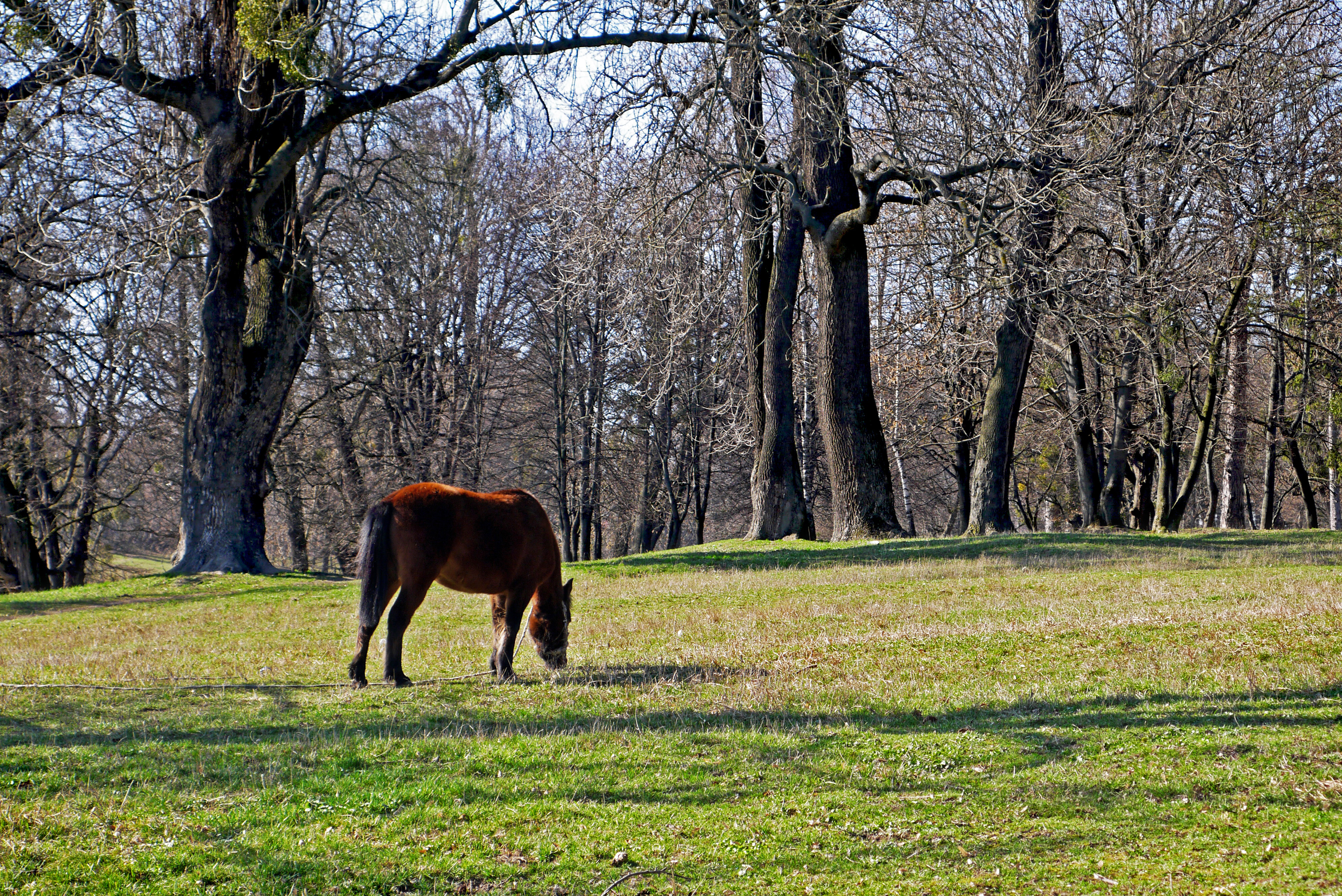
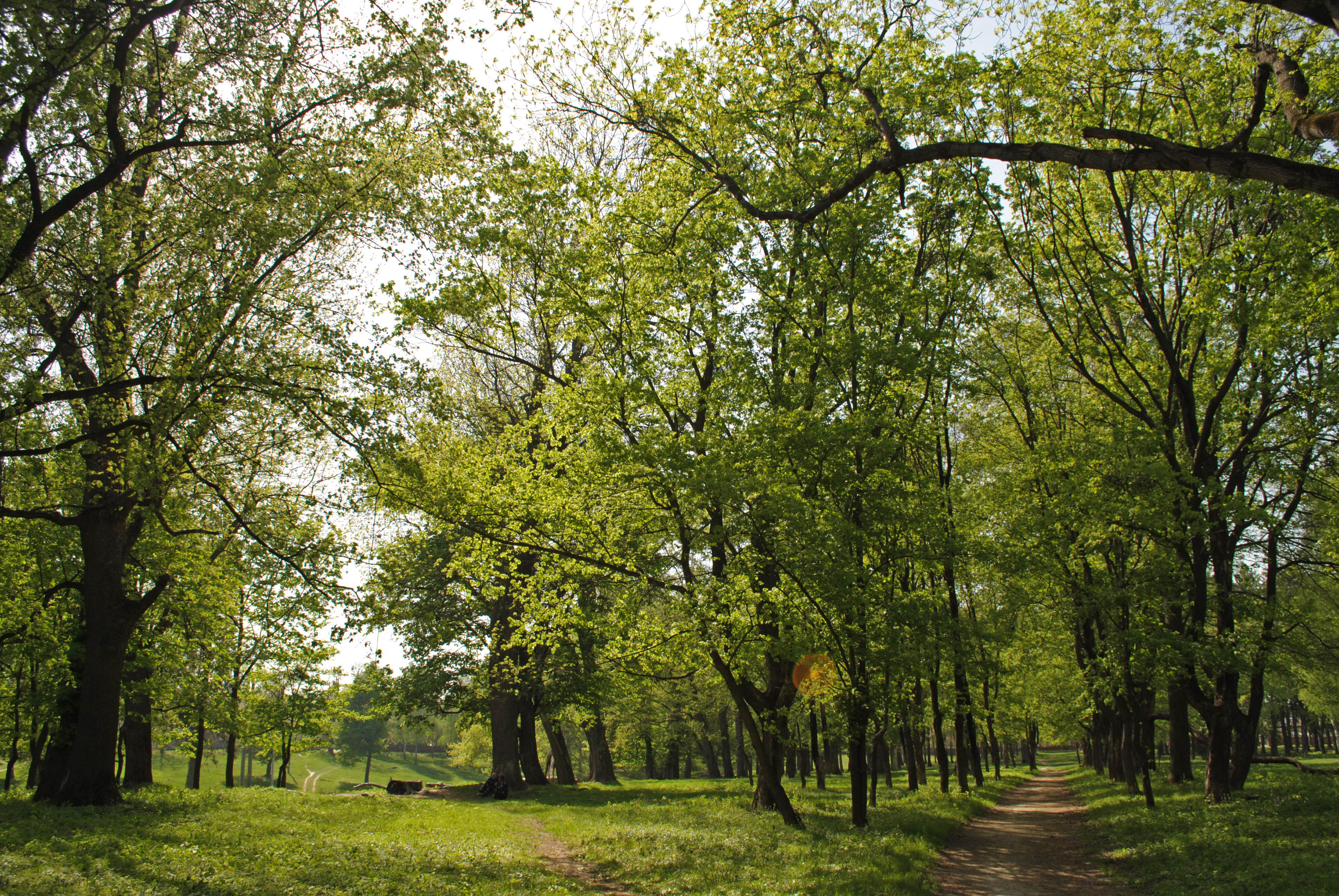